# Левый берег (интернет-издание)
«Левый берег» (укр. Лівий берег) — украинское интернет-издание. Основано в июне 2009 года общественной организацией Киевский институт проблем управления имени Горшенина. Позиционирует себя как сайт «авторской субъективной журналистики».

## История
С 2008 по 2012 год также издавалась печатная газета «Левый берег», которая была закрыта из-за прекращения финансирования и её редакция сосредоточилась на интернет-издании lb.ua. Издание входит в медиагруппу «Горшенин медиа», входящую в инвестиционную компанию Gorshenin Group.
Lb.ua является лауреатом премии «Человек года»-2011 в номинации «Интернет-медиа года».
18 июля 2012 года интернет-издание временно прекратило свою работу в связи возбуждением Печерской районной прокуратурой Украины против него уголовного дела по факту нарушения тайны переписки народного депутата от «Партии регионов» Владимира Ландика.
К 2018 году коллектив сайта составлял 20 человек.

## Популярность
По собственным данным издания, в 2013 году ежемесячная аудитория сайта превысила 3 млн человек, с тенденцией к росту.
По данным «Gemius» за октябрь 2015 года «Левый берег» занял пятнадцатое место среди украинских новостных сайтов, число просмотров составило 7,3 млн в месяц.